# Giulio Bas
Pour les articles homonymes, voir Bas.
Giulio Bas (Venise, 21 avril 1874 – Vobbia, 27 août 1929) est un compositeur, maître de chapelle et organiste italien.

## Biographie
Il a fait ses études avec Giovanni Tebaldini à la Cappella Marciana[réf. nécessaire] et avec Marco Enrico Bossi au lycée musical de Venise. Il a complété sa formation auprès de Josef Rheinberger à l'Akademie der Tonkunst de Munich. À partir de 1901 il est devenu second organiste de la basilique Saint-Marc à Venise[réf. nécessaire]. Après 1903, il a été nommé organiste à Calvi, puis à Teano, et enfin à l'église Saint-Louis-des-Français à Rome[réf. nécessaire]. De 1912 à sa mort, il a enseigné au conservatoire, en particulier le chant grégorien[réf. nécessaire]. En 1915, il est nommé professeur de théorie et d'histoire de la musique au Conservatoire de Milan. Il participe au comité de rédaction de la revue Musica d'ogg. Il est l'auteur de plusieurs manuels sur la théorie musicale.
Giulio Bas était reconnu comme un musicologue expert du chant grégorien. Il a collaboré au septième volume (Antiphonarium tonale Missarum XIe siècle, Codex H. 159 de la Bibliothèque de l'École de Médecine de Montpellier, Solesmes 1901) de la collection de Paléographie musicale, édité par dom André Mocquereau, dans lequel sont reproduits et commentés les plus importants codex de neumes, en raison de sa double notation. Pour l'éditeur Desclée de Rome, Giulio Bas a dirigé la publication des diverses séries du Repertorio di melodie gregoriane trascritte ed accompagnate con organo ed harmonium et de Commune Sanctorum ad exemplar editionis vaticanae concinnatum, ouvrages dans lesquels il a appliqué son système de transcription. Giulio Bas est l'auteur de nombreuses études dans des revues spécialisées, en particulier Rassegna gregoriana per gli studi liturgici e pel canto sacro.[réf. nécessaire]

## Compositions

### Musique sacrée
- Missa secunda per tre voci ed organo
- 24 Nuove canzoncine spirituali per una voce media con harmonium, Milan

### Orgue
- 16 preludi-corali su melodie degli otto toni dei salmi
- Sonata per organo in fa (publiée en 1909)

### Œuvres didactiques
- Manuale di canto gregoriano (1910)
- Metodo di accompagnamento al canto gregoriano e di composizione negli 8 modi (1920)
- Trattato di forme musicali (2 volumi, 1920–1922)
- Trattato d’armonia (1922–1923)

### Écrits
- Nozioni di canto gregoriano (Desclée, Rome, 1904), republié en espagnol dans une version augmentée :
- Manual de canto gregoriano, republié en italien
- Manuale di canto gregoriano (Düsseldorf, 1910)
- Attraverso i manoscritti. Studio su una cadenza dell'ottavo modo di Dom A. Mocquereau. I segni ritmici dei nuovi manuali gregoriani (Rome, 1904, Desclée)
- Rythme grégorien. Les théories de Solesmes et de Dom T. A. Burge (Rome, 1906, Desclée)
- Metodo per l'accompagnamento del canto gregoriano e per la composizione negli otto modi, con un'appendice sulla risposta nella fuga (Turin, 1920, S.T.E.N.)Trad.française, Méthode d'accompagnement du chant grégorien, Desclée,  1923
- Manuale di canto ambrosiano (Turin, 1929, S.T.E.N.)